# Iglesia de San Francisco (Pienza)
La iglesia de San Francisco es una iglesia gótica de culto católico ubicado en el centro histórico de Pienza, en la provincia de Siena.

## Historia y descripción
La iglesia, originaria del siglo XIII, tiene la planta típica de las iglesias franciscanas, con una sola nave y una pequeña bóveda.
La fachada también está marcada por la austeridad, y solo el pórtico aporta notas decorativas. En el interior todavía se pueden encontrar importantes restos de frescos del siglo XIV, especialmente en el presbiterio, como son Annunciazione (la Anunciación), la Deposizione (el Santo Entierro), Orazione nell'orto (la Oración en el Huerto), Stimmate di san Francesco e santilos (los Estigmas de San Francisco y los santos). Estos frescos se han atribuido a dos pintores sieneses de la segunda mitad del siglo XIV, Cristoforo di Bindoccio y Meo di Piero .
En la capilla-altar del lado izquierdo de la iglesia, se encuentran la Madonna della Misericordia y San Sebastián y San Bernardino, del taller de Luca Signorelli y pinturas de Matteo Balducci y Ugolino Lorenzetti.

## Otros proyectos
- Wikimedia Commons alberga una galería multimedia sobre Iglesia de San Francisco.